# 汉日诺沃市镇
汉日诺沃市镇（俄语：Ханжиновское муниципальное образование）是俄罗斯联邦伊尔库茨克州扎拉里区所属的一个市镇。其下辖有个居民点，行政中心为汉日诺沃。据2016年统计，该市镇的人口为1185人。